# RK-3 Korsar
RK-3 Korsar je lehký přenosný protitankový raketový komplet vyvinutý ukrajinskou státní konstrukční kanceláří Luč. Slouží k ničení obrněných vozidel a opevnění. Možné je i využití proti vrtulníkům. Roku 2017 byl zaveden do výzbroje ukrajinské armády. Jeho dalšími uživateli jsou Bangladéš a Saúdská Arábie. Deriváty systému Korsar jsou vyráběny v Polsku a Jordánsku.

## Historie

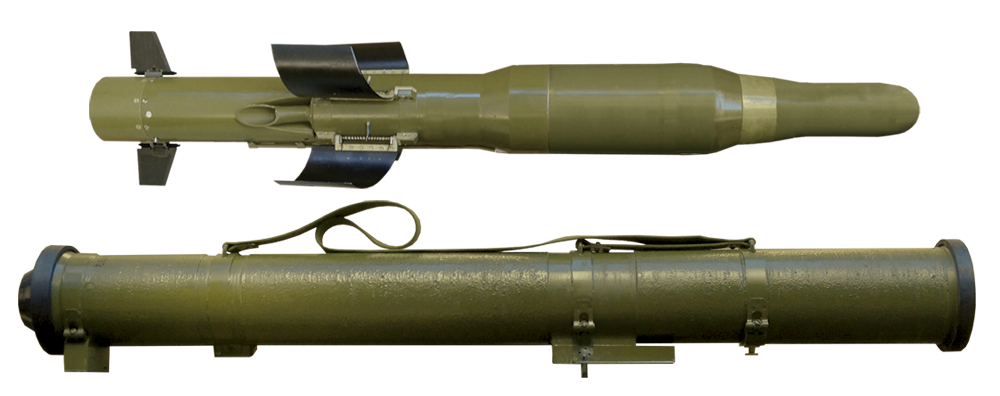
Řízená střela Korsar a její přepravní pouzdro

Prototyp protitankového systému Korsar byl veřejnosti poprvé představen roku 2005 na zbrojním veletrhu IDEX v Abú Dhabí. Systém byl do výzbroje zaveden roku 2017. Do roku 2019 ukrajinská armáda odebrala přibližně padesát vypouštěcích zařízení Korsar.

## Konstrukce
Střela Korsar má délku 910 mm a průměr 107 mm. Její hmotnost je 13,5 kg. Je uložena v trubicovém kontejneru o délce 1180 mm a průměru 113 mm, který slouží i k jejímu vypuštění. Zpočátku byla vypouštěna k ramene. Později bylo vyvinuto odpalovací zařízení umístěné na trojnožkovém podstavci. Po vypuštění se vyklopí čtyři křídla a dvě ocasní plochy. Hmotnost celého systému i s odpalovacím zařízením je 18 kg. Střela je naváděna poloautomaticky po laserovém paprsku. Dosah systému je 50–2500 m. Bojová hlavice má hmotnost 3,7 kg. Střela může nést dva druhy hlavic. Tandemová vysoce explozivní kumulativní hlavice RK-3K je schopna překonat až 550 mm homogenního pancíře. Slouží především k ničení obrněných vozidel. Druhou možností je vysoce explozivní fragmentační hlavice RK-3OF, účinná proti postavením pěchoty a lehce chráněným vozidlům.

## Verze
- RK-3 Korsar – Hlavní verze systému.
- Pirat – Polský derivát systému Korsar.[1]
- Terminator – Licenční verze systému Korsar vyráběná jordánskou společností Jadara Equipment and Defence Systems.[1]

## Uživatelé
- Ukrajina
- Bangladéš
- Saúdská Arábie – Systém objednán roku 2018.[1]